# Cavit Acar
Cavit Acar (ur. 2 lipca 2000) – turecki zapaśnik walczący w stylu wolnym. Zajął trzynaste miejsce na mistrzostwach świata w 2022. 
Trzeci na MŚ U-23 w 2021, a także na ME U-23 w 2021. Trzeci na MŚ kadetów w 2017 roku.